# Niedere Geest
Die Niedere Geest (auch Vorgeest oder Sandergeest genannt) ist eine Geest-Landschaft in Schleswig-Holstein. Sie liegt zwischen dem Östlichen Hügelland und der westlicheren Hohen Geest. Die größten Flächen der Niederen Geest sind entlang und etwas westlich einer gedachten Linie von Flensburg über Schleswig, Rendsburg bis nach Neumünster zu finden.

## Entstehung
Die Niedere Geest besteht aus Schmelzwasserablagerungen (Sander) der Weichsel-Eiszeit. Das austretende Schmelzwasser aus dem Weichselgletscher hat viele Sedimente und Nährstoffe aus dem Boden ausgewaschen und eine karge Landschaft hinterlassen. Durch die Sedimentation entstanden Flächen- und Kegelsander und gleichzeitig durch die Erosion der Schmelzwasserflüsse Rinnen in der Altmoränenlandschaft der Hohen Geest.

## Bodenbeschaffenheit
In der Niederen Geest überwiegen die Bodentypen Gleye und Podsole. Durch Verlagerung von Sesquioxiden mit Humusverbindungen in den Podsolen kommt es zur Bildung verschiedenfarbiger Bodenschichten (hellgrau/schwarzbraun) und stellenweise zu Ortstein. Der Boden liegt hauptsächlich in Form von Sand mit einer Korngröße von 0,063 bis 2 Millimeter vor. Er kann nur wenig Wasser halten und ist arm an Nährstoffen, jedoch leicht bearbeitbar.

## Nutzung
Das Land wird überwiegend forstwirtschaftlich, zur Haltung von Milchvieh und zum Anbau genügsamer Kulturen wie Kartoffeln, Roggen und Mais genutzt. Bei optimaler Düngung und Bewässerung ist es aber auch möglich, anspruchsvolle Nutzpflanzen anzubauen.
Aus den Kiesgruben der Geest werden Baustoffe mit Körnungen unterschiedlichster Größe gewonnen. Ehemalige, inzwischen mit Grundwasser gefüllte Kiesgruben dienen mancherorts als Angel- und Badeseen.
Der stabil geschichtete Boden ermöglicht den problemlosen Bau von Straßen und Flugplätzen.

## Siehe weiter
- Naturräumliche Großregionen Deutschlands
- Naturräumliche Haupteinheiten Deutschlands